# Lahan, Nonthaburi
Lahan (tiếng Thái: ละหาร, phát âm [lā.hǎːn]) là một trong tám phó huyện (tambon) của Bang Bua Thong, ở Nonthaburi, Thái Lan. Phó huyện xung quanh (theo chiều kim đồng hồ) là Namai, Khlong Khoi, Lam Pho, Khlong Khoi, Bang Phlap, Phimon Rat, Bang Bua Thong, Sai Noi, Khlong Khwang và Rat Niyom. Vào năm 2020 tổng dân số ở đây là 24.767 người.

## Phân cấp hành chính

### Hành chính trung tâm
Phó huyện được chia thành 9 làng (muban).
| No. | Tên                                       | Tiếng Thái                   |
| --- | ----------------------------------------- | ---------------------------- |
| 01. | Ban Thanon Rot (Ban Khlong Lak Khon Nuea) | บ้านถนนรถ (บ้านคลองลากค้อนเหนือ) |
| 02. | Ban Surao Lam Ri                          | บ้านสุเหร่าลำรี                  |
| 03. | Ban Ko Loi (Ban Lahan)                    | บ้านเกาะลอย (บ้านละหาร)        |
| 04. | Ban Ko Don                                | บ้านเกาะดอน                   |
| 05. | Ban Khlong Lak Khon                       | บ้านคลองลากค้อน                |
| 06. | Ban Lak Khon                              | บ้านลากค้อน                    |
| 07. | Ban Surao Daeng                           | บ้านสุเหร่าแดง                  |
| 08. | Ban Lam Ri                                | บ้านลำรี                       |
| 09. | Ban Khlong Lam Ri                         | บ้านคลองลำรี                   |

### Hành chính địa phương
Toàn bộ khu vực phó huyện được bao phủ bởi tổ chức hành chính phó huyện Lahan (tiếng Thái: องค์การบริหารส่วนตำบลละหาร).